# Самодійські мови
Самодійські мови, або Самоїдські — група мов, яка входить до уральської мовної сім'ї і поширена в північноєвразійській тундрі від півострова Канін і ріки Мезень на Заході до півострова Таймир на Сході, а також у Тюменській і Томській областях та Красноярському краї. До живих самодійських (самоїдських) мов належать ненецька, нганасанська, енецька і селькупська. Користуються ними 35 тис. осіб.

## Структура мовної групи
- Ненецька (юрако-самоїдська) мова. Вона є найпоширенішою самодійською мовою серед усіх інших. Нею спілкуються 24 тис. осіб у зоні тундри від Кольського півострова до правобережжя Єнісею. Писемність із 1932 р. — на основі латинської, а з 1937 р. — на основі кириличної графіки.
- Нганасанська (тавгійська, тавгійсько-самоїдська) мова. Вона локалізована на півострові Таймир. У 1979 р. нею спілкувалося приблизно 800 осіб. Писемності немає.
- Енецька (єнісейсько-самоїдська) мова. Використовується приблизно 200 особами на правобережжі нижньої течії Єнісею. Писемності немає.
- Селькупська (остяко-самоїдська) мова. Нею розмовляють приблизно 2 тис. осіб. Поширена на північному сході та на сході Західного Сибіру. Писемність створена в 30-х роках XX ст. на основі латиниці, а пізніше — кирилиці, однак із 50-х років XX ст. не використовується.